# Juri Sergejewitsch Rjasanow
Juri Sergejewitsch Rjasanow (russisch Ю́рий Серге́евич Ряза́нов; * 21. März 1987 in Wladimir; † 20. Oktober 2009 nahe Worscha bei Sobinka) war ein russischer Turner, der als eines der größten Turntalente seines Landes galt. Bei einer Körpergröße von 1,70 Meter betrug sein Wettkampfgewicht 69 Kilogramm.

## Leben
Juri Rjasanow begann im Jahr 1992 unter dem ehemaligen sowjetischen Meister Igor Kalabuschkin mit dem Turnsport. Erster Erfolg war ihm 2005 bei der Junioren-EM in seinem Heimatland beschieden, wo er zwei Medaillen gewinnen konnte. Bereits ein Jahr später wurde Rjasanow in die russische Nationalmannschaft der Senioren berufen und trat international beim Weltcup in Shanghai in Erscheinung, wo er jeweils das Finale am Pauschenpferd und an den Ringen erreichte und einen fünften beziehungsweise achten Platz belegte. Ebenfalls im Jahr 2006 nahm er erstmals an Weltmeisterschaften im dänischen Aarhus teil, wo er sich für das Mehrkampf-Finale qualifizierte und einen 16. Platz belegte sowie die Silbermedaille mit der Mannschaft gewann. Am Boden, Pauschenpferd, Barren, Reck und an den Ringen verpasste er jeweils eine Finalteilnahme.
Bei den Europameisterschaften 2007 in Amsterdam gewann Rjasanow mit Bronze (89.000 Punkte) im Mehrkampf hinter dem russischen Europameister Maxim Dewjatkowski (90.250) und dem deutschen Fabian Hambüchen (89.675) seine erste Einzelmedaille bei internationalen Seniorenmeisterschaften. Ebenfalls startete er am Boden, Pauschenpferd, Barren, Reck und an den Ringen, gelangte aber nicht in ein Gerätefinale. Bei den folgenden Weltmeisterschaften in Stuttgart kam Rjasanow über einen 13. Platz im Mehrkampf-Finale nicht hinaus und erreichte wieder kein Gerätefinale.
Ein Jahr später belegte er bei den Europameisterschaften in Lausanne einen achten Platz an den Ringen, nachdem er bei früheren Wettkämpfen einen Finalplatz knapp verpasst hatte und wurde in den Kader für die Olympischen Sommerspiele aufgenommen. In Peking präsentierte sich Rjasanow erneut im Mehrkampf am stärksten, wo er jedoch über einen 17. Platz in der Qualifikation nicht hinaus kam und auch kein Gerätefinale erreichte. Mit der russischen Herrenriege als amtierender Europameister verpasste er beim Sieg Chinas eine Medaille und belegte im Mannschaftswettkampf gemeinsam mit Maxim Dewjatowski, Anton Golozuzkow, Sergei Chorochordin, Nikolai Krjukow und Alexander Pluschnikow einen sechsten Platz. Beim Weltcup in Moskau im selben Jahr gewann er die Bronzemedaille am Barren.
In der Saison 2009 präsentierte sich Rjasanow stärker als je zuvor. Bei den Europameisterschaften Ende März in Mailand gewann der Sportler nach 2007 erneut Bronze (88.200 Punkte) im Mehrkampf hinter dem Sieger Fabian Hambüchen (89.175) und dem Briten Daniel Keatings (88.275). Bei den folgenden Weltmeisterschaften Mitte Oktober profitierte Rjasanow von einer verletzungsbedingten Absage Hambüchens und gewann mit 88.400 Punkten Bronze im Mehrkampf hinter dem japanischen Weltmeister Kōhei Uchimura (91.500 Punkte) und Keatings (88.925). Es handelte sich um die erste Mehrkampf-Medaille eines russischen Turners bei Weltmeisterschaften seit dem Weltmeisterschafts-Sieg Nikolaj Krjukows im Jahr 1999.
Juri Rjasanow war Mitglied des ZSKA Moskau und wurde zuletzt von Jewgeni Nikolko und seinem Entdecker Igor Kalabuschkin trainiert. Er studierte an der Sporthochschule seiner Geburtsstadt. 2009 startete Rjasanow in der Bundesliga zweimal für Fabian Hambüchens Verein KTV Straubenhardt. Obwohl er wenig Englisch sprach, galt er bei den deutschen Trainern als kommunikativ.
Fünf Tage nach dem Erfolg bei den Weltmeisterschaften in London kam Rjasanow im Alter von 22 Jahren bei einem Verkehrsunfall in der Nähe seiner Heimatstadt Wladimir ums Leben, als sein Wagen auf einer Schnellstraße frontal mit einem entgegenkommenden Auto zusammenstieß.